# Ley Hawley-Smoot
La Tariff Act of 1930 (en español, Ley de Aranceles), conocida como Ley Hawley-Smoot, fue una ley aprobada en Estados Unidos el 17 de junio de 1930, propuesta por los senadores Reed Smoot y Willis C. Hawley, que elevó unilateralmente los aranceles estadounidenses a los productos importados, para intentar mitigar los efectos de la Gran Depresión iniciada en 1929.

## Características
Lo destacable de esta norma fue el notable aumento de los aranceles fijados y su extensión a cerca de 20 000 productos importados, lo que causó un fuerte impacto en el comercio internacional de la época. De hecho, las tasas de aranceles en la Ley Hawley-Smoot fueron los segundos más elevados de la historia estadounidense, después de los fijados en la Ley de Aranceles de 1828, pero con la diferencia que a un siglo de distancia los EE. UU. se habían transformado en el principal mercado de importación y exportación del mundo.
El incremento de los aranceles estaba destinado a proteger a los agricultores y trabajadores de EE. UU. contra la competencia foránea, especialmente después que se agravara la Gran Depresión. Si bien el presidente Herbert Hoover mostraba deseos de aumentar los aranceles a los productos agrícolas en febrero de 1929, tras el jueves negro de octubre de ese año los senadores Smoot y Hawley postularon la urgencia de elevar los aranceles también a productos industriales, presentando su propuesta en marzo de 1930 ante la Cámara de Representantes.
Ya con la propuesta de elevación de aranceles agrícolas en febrero de 1929 el gobierno de EE. UU. había recibido protestas de 23 países que se veían perjudicados como socios comerciales, entre ellos Canadá. No obstante, la versión final propuesta en marzo de 1930 aumentaba más el alcance de los nuevos aranceles e incrementaba sustancialmente las tasas de estos, lo que motivó una protesta formal de 1028 economistas[cita requerida] de todo Estados Unidos, firmando una petición para que el presidente Herbert Hoover vetara el proyecto en el Senado. De igual modo banqueros e industriales pidieron rechazar la propuesta de Hawley y Smoot, temiendo que otros países imitarían esta clase de medidas como represalia contra EE. UU., perjudicando grandemente el comercio internacional.
Pese a que el presidente Hoover compartía estos temores, prefirió seguir la fuerte corriente de opinión que exigía la adopción de nuevos aranceles como un beneficio para la industria estadounidense y sus agricultores, en tanto el Partido Republicano (al que pertenecía Hoover) había auspiciado el proteccionismo económico en su campaña presidencial de 1928. El 17 de junio de 1930 la Ley Hawley-Smoot entró en vigor.
Tal como muchos habían anticipado, surgieron de forma inmediata en todo el mundo represalias comerciales contra Estados Unidos. Canadá, el principal exportador de productos agrícolas al mercado estadounidense, decidíó elevar sus aranceles en un 30 % contra 16 productos originarios de EE. UU., mientras firmaba nuevos vínculos económicos con la Commonwealth británica. Por su parte Gran Bretaña y Francia adoptaron también medidas proteccionistas como represalia contra la Ley Hawley-Smoot, mientras que Alemania optaba por aspirar oficialmente a la autarquía económica en lo que fuese posible o desarrollar lazos comerciales solo con Europa. Otros países adoptaron medidas de represalia parecidas en lo que fuese posible, o dirigieron sus exportaciones preferentemente a mercados ajenos a los Estados Unidos.
Si bien los primeros efectos de la Ley Hawley-Smoot beneficiaron a corto plazo a las industrias estadounidenses y a los agricultores de ese país, con el transcurso de los meses se apreció que las represalias arancelarias del resto del mundo perjudicaban el comercio internacional y particularmente la exportación de productos estadounidenses, causando perjuicios a su industria. De igual forma, el deterioro de la economía de EE. UU. como resultado de la Gran Depresión tornó inefectiva la barrera arancelaria formada para defender los precios de productos agrícolas, en tanto estos continuaron disminuyendo al no crecer la demanda. 
La nueva administración de Franklin D. Roosevelt, sucesor de Hoover desde enero de 1933, rechazó continuar la política arancelaria que había resultado perjudicial y desde 1934 redujeron sustancialmente las tarifas arancelarias fijadas en la Ley Hawley-Smoot, la cual perdió gran parte de su fuerza como barrera proteccionista. Tras la Segunda Guerra Mundial, en los Acuerdos de Bretton Woods en 1944, se pactó no fijar aranceles unilaterales como los establecidos en la Ley Hawley-Smoot.

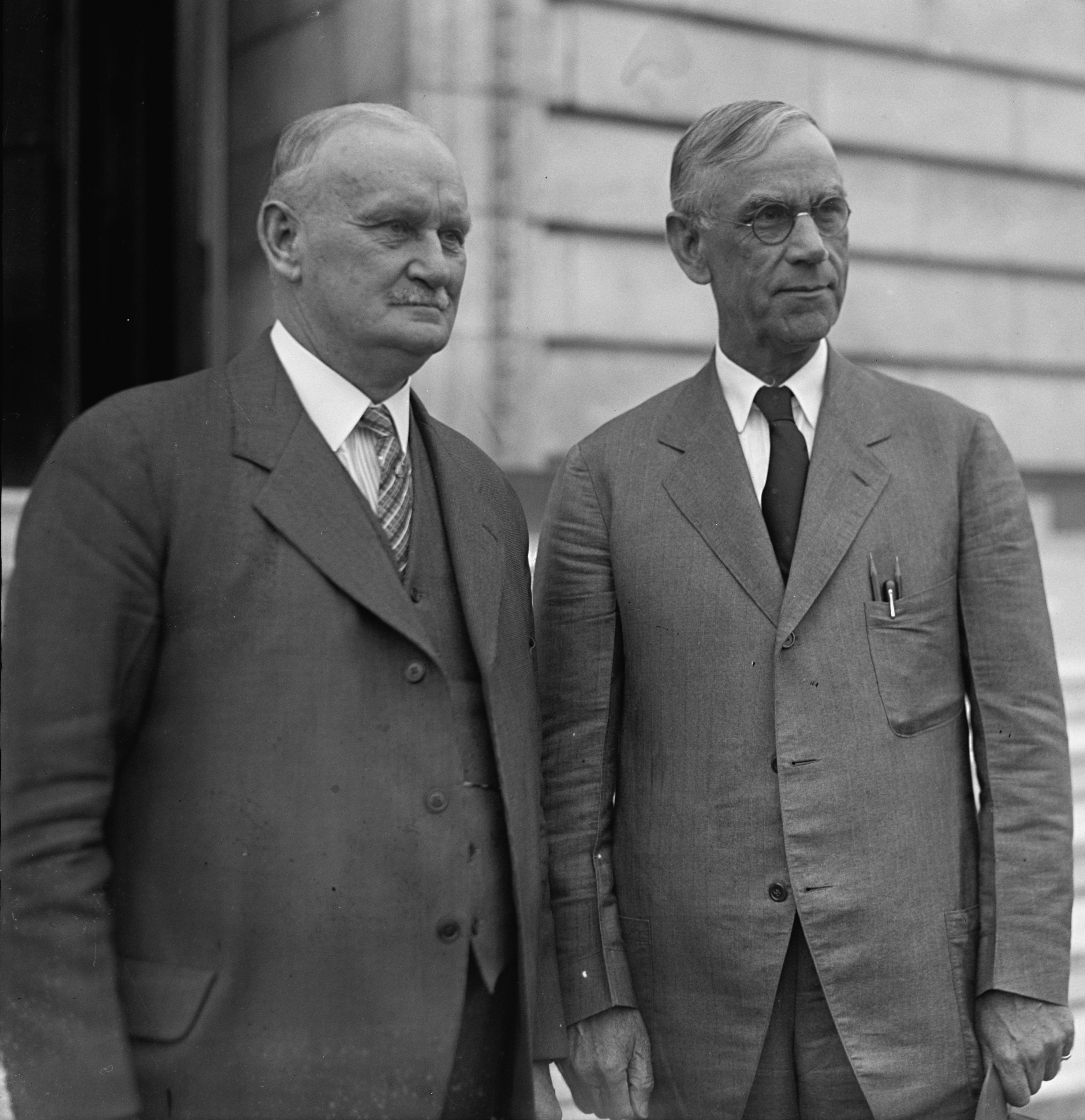
Willis C. Hawley (izquierda) y Reed Smoot en abril de 1929, poco antes de que la Ley Smoot–Hawley de aranceles pasara a la Cámara de Representantes.

## Análisis económicos
Economista Douglas Irwin evalúa el impacto de la Ley Smoot-Hawley: en los dos años siguientes a la imposición del arancel en junio de 1930, el volumen de importaciones de Estados Unidos cayó más del 40%. Irwin muestra que parte de esta caída en el comercio se debe al propio arancel, y no a otros factores como la disminución de los ingresos o las represalias extranjeras. Evaluaciones indican que el arancel Smoot-Hawley redujo las importaciones entre un 4% y un 8% (ceteris paribus). Además, una simulación contrafactual sugiere que casi una cuarta parte de la caída observada del 40% en las importaciones puede atribuirse al aumento del arancel efectivo (es decir, Smoot-Hawley más deflación).
Irwin argumenta que, aunque la Ley Arancelaria Smoot-Hawley no fue la causa principal de la Gran Depresión, sí contribuyó a su gravedad al provocar represalias internacionales y reducir el comercio mundial. Esta ley elevó el nivel medio de los aranceles sobre las importaciones gravadas entre un 15% y un 18%. Lo que mitigó su impacto fue el tamaño reducido del sector comercial en ese momento: solo un tercio de las importaciones totales de EE. UU. en 1930 estaban sujetas a derechos, y esas importaciones gravadas representaban solo el 1,4% del PIB. Según Irwin, no hay evidencia de que la legislación haya alcanzado sus objetivos de creación neta de empleo o recuperación económica. Incluso desde una perspectiva keynesiana, la política fue contraproducente, ya que la caída de las exportaciones superó a la reducción de las importaciones. Aunque la disminución de los ingresos extranjeros fue un factor clave en el colapso de las exportaciones estadounidenses, el arancel también limitó el acceso extranjero a dólares estadounidenses, apreciando la moneda y haciendo que los productos estadounidenses fueran menos competitivos en el exterior. Irwin destaca que una de las consecuencias más dañinas de la ley fue el deterioro de las relaciones comerciales de Estados Unidos con sus socios clave. Promulgada en un momento en que la Sociedad de Naciones intentaba establecer una “tregua arancelaria” global, la ley Smoot-Hawley fue ampliamente percibida como una medida unilateral y hostil que socavó la cooperación internacional. En su evaluación, el impacto más significativo a largo plazo fue que el resentimiento generado impulsó a otros países a formar bloques comerciales discriminatorios. Estos acuerdos preferenciales desviaron el comercio de Estados Unidos y obstaculizaron la recuperación económica mundial.
En un artículo de noviembre de 2024, The Economist observó que la ley, “que aumentó los aranceles medios sobre las importaciones en alrededor del 20% e incitó a una guerra comercial de represalias, fue devastadoramente efectiva: el comercio mundial cayó en dos tercios. Fue tan catastrófica para el crecimiento en Estados Unidos y en todo el mundo que los legisladores no han vuelto a tocar el tema desde entonces. ‘Smoot-Hawley’ se convirtió en sinónimo de una política desastrosa”.
El economista Milton Friedman argumentó que, aunque los aranceles de 1930 causaron daños, no fueron la causa principal de la Gran Depresión. Atribuyó la mayor parte de la culpa a la falta de medidas suficientes por parte de la Reserva Federal.
Paul Krugman escribe que el proteccionismo no conduce a las recesiones. Según él, la disminución de las importaciones (que puede obtenerse mediante la introducción de aranceles) tiene un efecto expansivo, es decir, favorable al crecimiento. Así pues, en una guerra comercial, dado que las exportaciones y las importaciones disminuirán por igual, para todo el mundo, el efecto negativo de una disminución de las exportaciones se compensará con el efecto expansivo de una disminución de las importaciones. Por lo tanto, una guerra comercial no causa una recesión. Además, señala que la tarifa Smoot-Hawley no causó la Gran Depresión. La disminución del comercio entre 1929 y 1933 «fue casi enteramente una consecuencia de la Depresión, no una causa. Las barreras comerciales fueron una respuesta a la Depresión, en parte como consecuencia de la deflación».
Peter Temin explica que un arancel es una política expansiva, como una devaluación, ya que desvía la demanda de los productores extranjeros a los nacionales. Señala que las exportaciones representaban el 7 por ciento del PNB en 1929, cayeron un 1.5 por ciento del PNB de 1929 en los dos años siguientes y la caída se vio compensada por el aumento de la demanda interna a causa de los aranceles. Concluye que, contrariamente al argumento popular, el efecto contractivo del arancel fue pequeño (Temin, P. 1989. Lessons from the Great Depression, MIT Press, Cambridge, Mass).